# أحمد بن محمد الأدنه وي
أحمد بن محمد الأدنه وي الرومي  المعروف بشيخ زاده، أحد علماء القرن الحادي عشر الهجري. على الرغم أن كتب التراجم لم تذكر الكثير عنه، إلا أنه صاحب كتاب طبقات المفسرين، الذي يُعد من أشهر وأهم كتب تراجم المفسرين، جمع فيه الأدنه وي كل مفسري القران الكريم من القرن الأول الهجري حتى القرن العاشر الهجري.

## كتبه
- رسالة في تفسير قوله تعالى فلا تجعلوا لله أندادا.
- شرح مفتاح العلوم في المعاني والبيان.
- طبقات المفسرين.[3]